# Paul Dombek

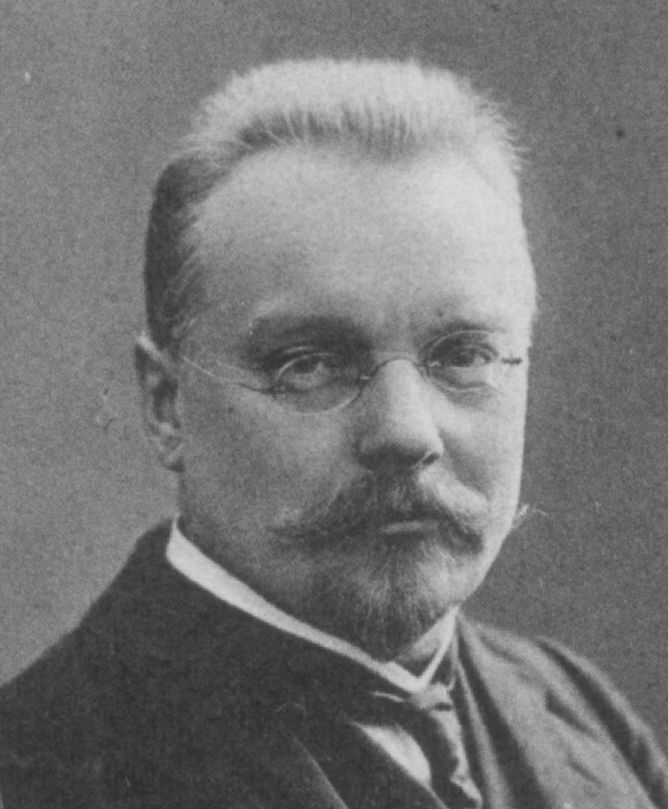
Paul Dombek als Reichstagsabgeordneter 1912

Paul Dombek (polnisch Paweł Dombek, * 15. August 1865 in Beuthen, Landkreis Beuthen, Provinz Schlesien; † 11. Oktober 1925 in Krakau, Polen) war Redakteur, Bürgermeister, Abgeordneter des Sejm sowie Mitglied des Deutschen Reichstags.

## Leben
Dombek besuchte von 1871 bis 1877 die Schule in Beuthen und bis 1885 das Gymnasium dortselbst. Danach war er 1¼ Jahre Bergpraktikant, hierauf Journalist und Lokalredakteur an verschiedenen Blättern. Ab 1. Januar 1896 war er Redakteur der Wochenschrift „Katolik“ sowie den im gleichen Verlag erscheinenden Tageszeitungen. Ab 1899 war er Gesellschafter der Katolik-Verlags-GmbH. Er war insbesondere bei der Organisation der Berg- und Hüttenarbeiter tätig und befasste sich mit sozialen Angelegenheiten sowie mit gewerblichen und Handelsangelegenheiten.
Er war Mitbegründer der Firma Parcelacyjna in Beuthen und Präsident der Volksbank in Siemianowice Śląskie. 20 Jahre war er Vorsitzender und Ehrenpräsident des polnischen Vereins oberschlesischer Gewerbetreibender in Beuthen. Er war in viele Prozesse verwickelt, teils beruflicher, teils politischer Natur und erhielt vier Wochen Zwangshaft wegen Zeugnisverweigerung.
Von 1912 bis 1918 war er Mitglied des Deutschen Reichstags für den Wahlkreis Regierungsbezirk Oppeln 5 Beuthen, Tarnowitz. 1916 zog er nach Leszno. Als Mitglied des polnischen Volksrats wurde er vom 28. Mai bis 8. Juli 1919 von den deutschen Behörden interniert. 1919 wurde er als Vertreter Oberschlesiens zum Abgeordneten des Sejm bestimmt. 1922 wurde er zum Zweiten Bürgermeister und 1924 zum Ersten Bürgermeister von Leszno gewählt.